# Spędy
Spędy (niem. Spanden) – osada w Polsce położona w województwie warmińsko-mazurskim, w powiecie braniewskim, w gminie Wilczęta.

## Historia
W przeszłości bardzo ważna przeprawa mostowa przez Pasłękę. Miejsce bitwy wojsk napoleońskich z siłami rosyjsko-pruskimi w czerwcu 1807.
W latach 1975–1998 miejscowość administracyjnie należała do województwa elbląskiego.
We wsi znajdują się ruiny klasycystycznego dworu.